# HD 46375 b
HD 46375 b는 외뿔소자리 방향으로 지구로부터 약 109광년 떨어진 곳에 있는 외계 행성이다. 어머니 항성 HD 46375는 분광형 K의 준거성으로 죽음을 향해 진화하고 있는 중이다. HD 46375 b는 고래자리 79 b와 동시에 발견 사실이 발표되었다. b는 당시 발견된 행성들 중 토성보다도 질량이 작은 첫 번째 행성이었다.
b는 뜨거운 목성으로, 어머니 항성으로부터 매우 가까운 거리만큼 떨어져 있는데 그 간격은 뜨거운 목성들 중에서도 극단적이어서, 수성 궤도의 10분의 1밖에 되지 않는다. 항성 표면을 지나가는 현상이 관측되지 않았기 때문에 HD 46375 b의 궤도경사각은 83도 미만으로 보인다. 정확한 경사각을 알 수 없기 때문에 실제 질량 또한 알 수 없다. 그러나 우리가 알고 있는 최소 질량보다 그다지 크지는 않을 것이다.

## 참고 문헌
- (영어) Marcy;  외. (2000). “Sub-Saturn Planetary Candidates of HD 16141 and HD 46375”. 《The Astrophysical Journal Letters》 536 (1): L43–L46. doi:10.1086/312723.
- (영어) Butler;  외. (2006). “Catalog of Nearby Exoplanets”. 《The Astrophysical Journal》 646 (1): 505–522. doi:10.1086/504701. 2019년 12월 7일에 원본 문서에서 보존된 문서. 2009년 6월 21일에 확인함.